# Chiusure (Asciano)
(E. Repetti, Chiusure.)
Chiusure è una frazione del comune italiano di Asciano, nella provincia di Siena, in Toscana.

## Storia
Il borgo di Chiusure sorse intorno ad un'antica chiesa denominata Sant'Angelo in Luco, già esistente nell'VIII secolo quando fu oggetto di contesa fra i vescovi di Siena e di Arezzo, ricadendo poi sotto la giurisdizione di quest'ultimo.

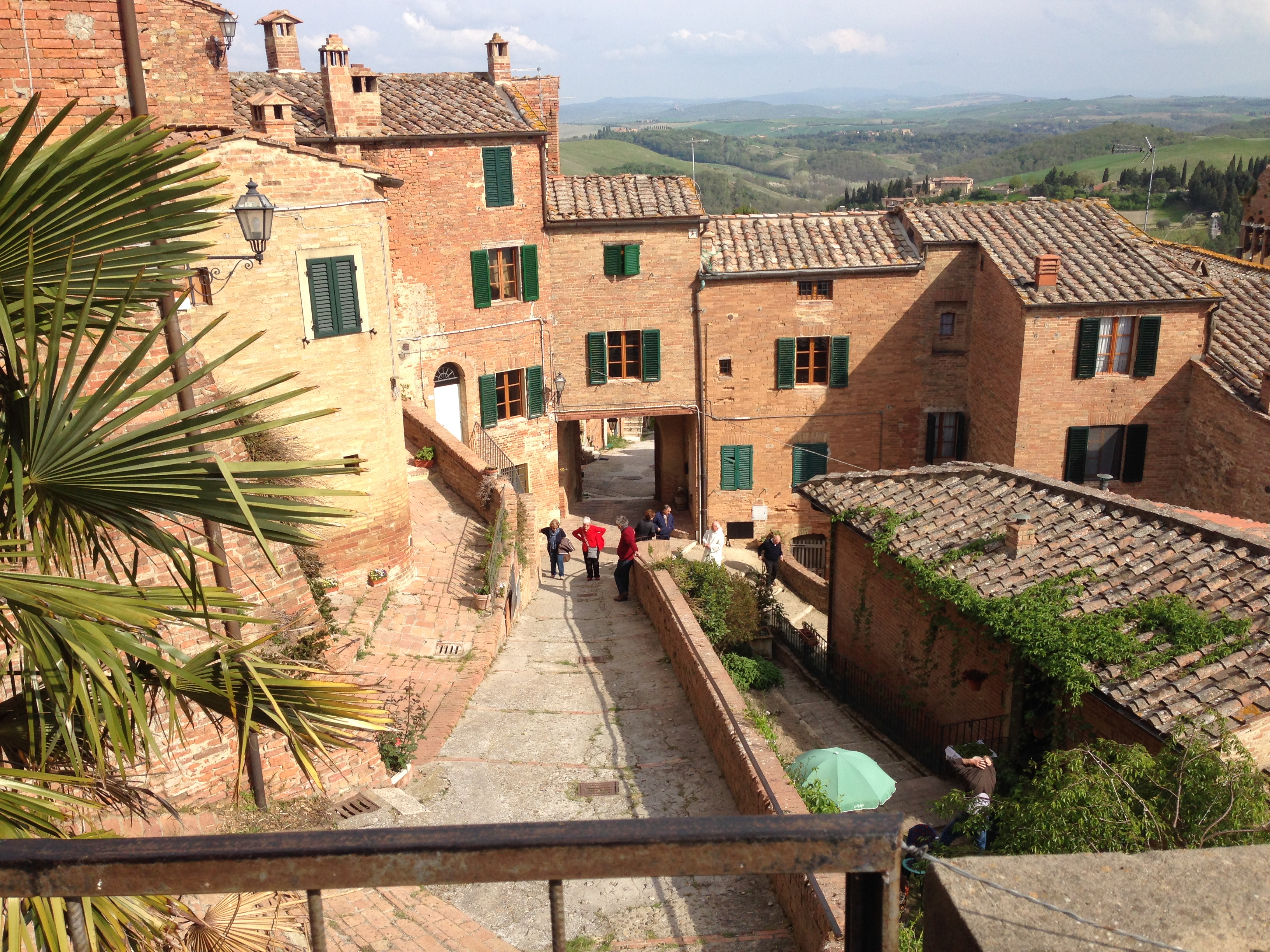

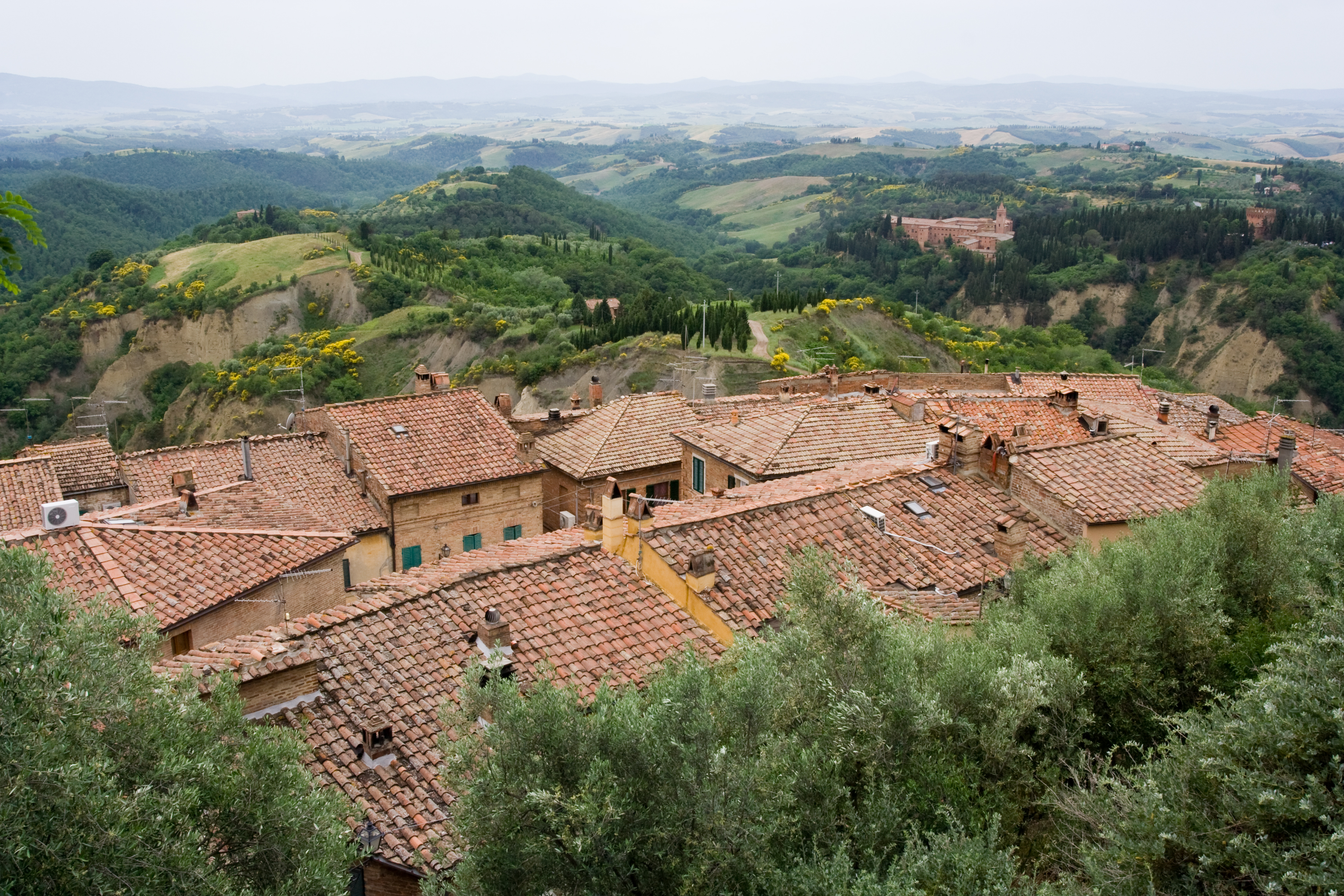
Panorama

La nobile famiglia Tolomei di Siena aveva vari possedimenti nei dintorni di Chiusure. Nel 1313, Bernardo Tolomei si ritirò per condurre una vita eremitica in una sua proprietà nel deserto di Accona non lontana da Chiusure e lì fondò, nel 1319, la Congregazione Olivetana. Nel 1333 Antonio di Meo Tolomei acquistò il borgo di Chiusure cedendo poi al popolo i terreni e le abitazioni.
Nel XIV secolo la chiesa di Sant'Angelo in Luco, mutando il suo nome in San Michele in Luco, venne affidata alla vicina abbazia di Monte Oliveto Maggiore insieme alla quale, nel 1462, entrò a far parte della Diocesi di Pienza.
Nel 1777, Chiusure, da comune autonomo, divenne frazione di Asciano.

## Descrizione
Il paese di Chiusure sorge su un'altura situata a 6,8 chilometri a sud di Asciano.
L'antico accesso al borgo è costituito dalla Porta Senese, della quale è conservato l'unico fornice inglobato in seguito all'interno di un edificio di abitazione. Poco oltre si trova una piccola piazza con al centro una vera di pozzo circolare affiancata da una colonna marmorea; una seconda vera di pozzo, ma di forma quadrangolare, si trova nella piazza antistante la chiesa di San Michele. Nella parte alta del borgo sorge l'antica rocca.

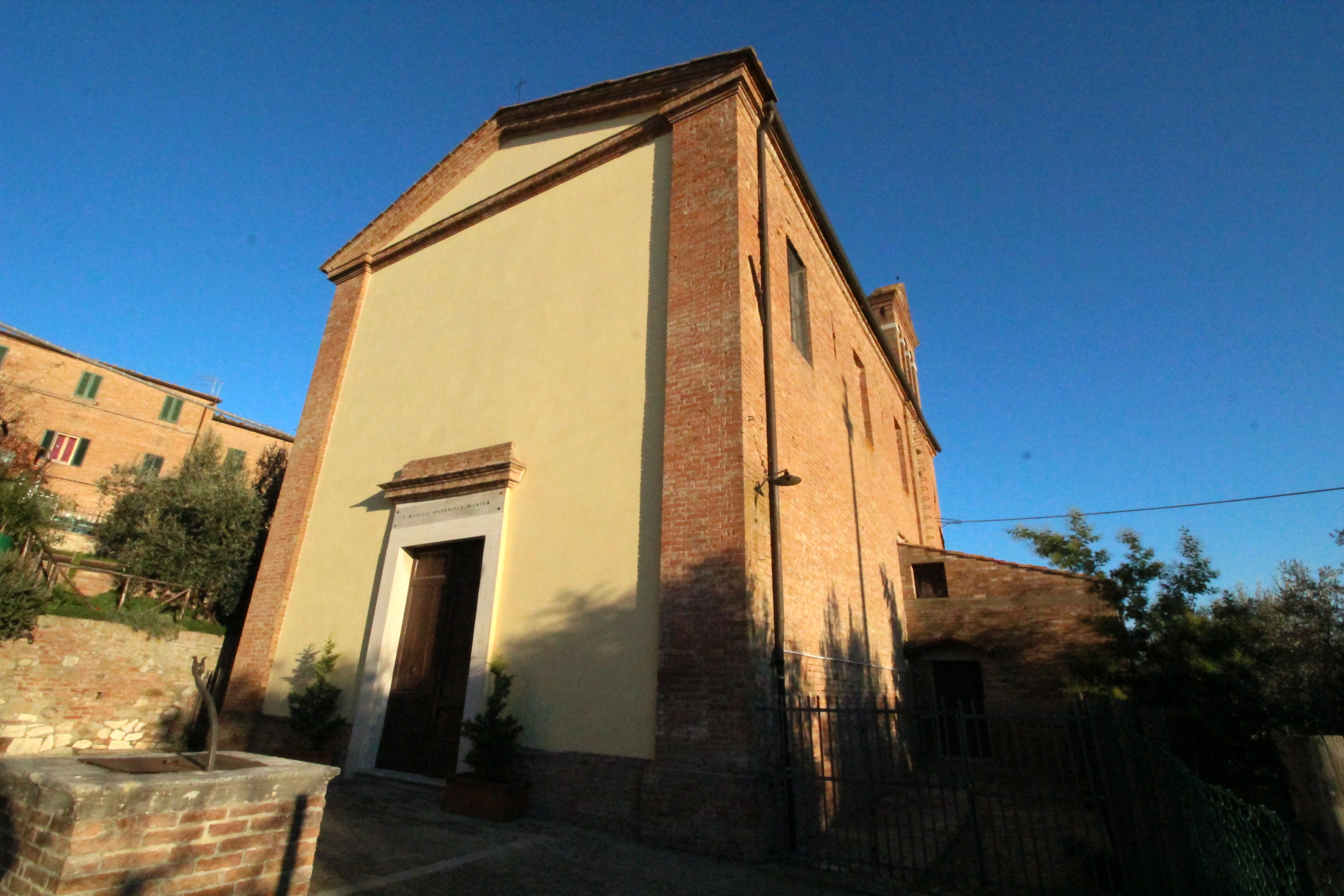
Chiesa di San Michele Arcangelo
Già esistente nell'VIII secolo, dopo esser stata sotto la giurisdizione della diocesi di Arezzo prima e della Diocesi di Pienza, nel 1527 passò sotto la giurisdizione dell'Abbazia territoriale di Monte Oliveto Maggiore ed ancora oggi è una delle quattro parrocchie del suo territorio. L'attuale aspetto della chiesa, di gusto purista, risale al XIX secolo, quando fu ristrutturata tra 1838 e 1841. All'esterno presenta una semplice facciata con al centro il portale e, lungo il fianco destro, un campanile a vela con tre campane. L'interno conserva, all'altare maggiore, una pala con la Madonna col Bambino in trono e i Santi Michele Arcangelo e Benedetto firmata da Bartolomeo Neroni detto il Riccio e datata 1533. Commissionata dagli olivetani della vicina abbazia, la tela mostra rimandi alle contemporanee opere del Bazzi, come nella figura di Michele, ma anche suggestioni del Beccafumi.
Rocca Tolomei
Nella parte alta del borgo, sorge l'antica rocca Tolomei, risalente al XIV secolo. Essa si struttura intorno ad una corte, sulla quale si affacciano il cassero e la cappella, dedicata a San Leonardo.
Abbazia di Monte Oliveto Maggiore
Non lontano da Chiusure, si trova l'Abbazia di Monte Oliveto Maggiore, sede della Congregazione Olivetana, fondata da san Bernardo Tolomei del 1319. L'attuale abbazia è formata dalla cattedrale della Natività di Maria di Monte Oliveto Maggiore, all'interno della quale si conserva un pregevole coro ligneo intagliato (1503-1505), e dal monastero, che si articola intorno a tre chiostri; le pareti della galleria inferiore del chiostro grande sono affrescate con le Storie di san Benedetto di Monte Oliveto Maggiore di Luca Signorelli e del Sodoma.